# Polnischer Aufstand in der Provinz Südpreußen (1806)

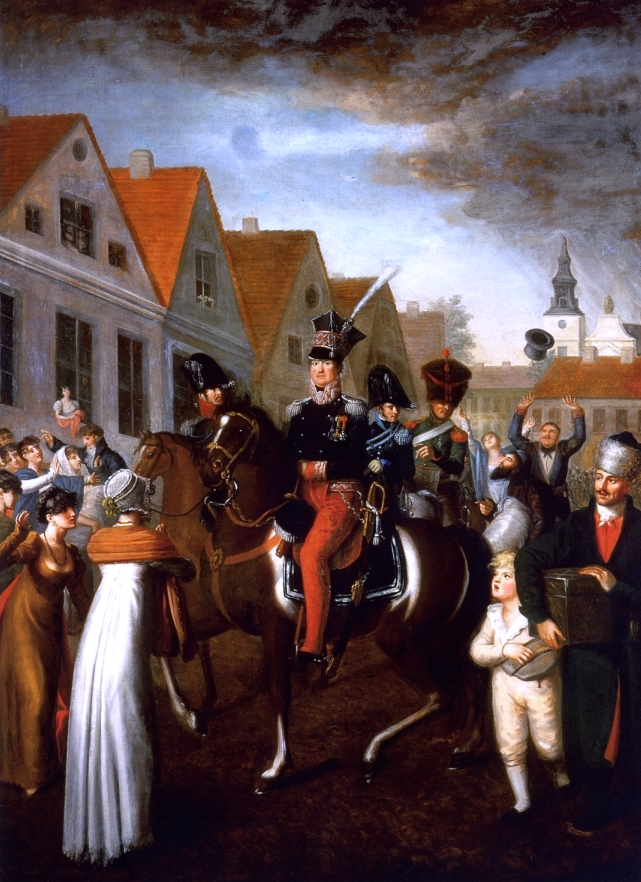
Jan Henryk Dąbrowski in Posen

Der Polnische Aufstand in der Provinz Südpreußen von 1806 war ein Aufstand polnischer Patrioten gegen die Fremdbestimmung durch  Preußen in der Provinz Südpreußen. Im Rahmen der Zweiten Teilung Polens war das Gebiet durch Annexion 1793 an Preußen gefallen.
Der Aufstand wurde durch General Jan Henryk Dąbrowski im Einvernehmen mit dem französischen Kaiser Napoleon organisiert. Durch den Vormarsch der französischen Armee während des Vierten Koalitionskrieges hatte der Aufstand Erfolg und führte als Folge des Friedens von Tilsit zur Gründung des Rumpf- und Satellitenstaates Herzogtums Warschau.
Während des Französisch-Preußischen Kriegs von 1806/07 kämpften Truppenverbände der Bewegung, preußischerseits Insurgenten genannt, auf französischer Seite.
Der Polnische Aufstand in der Provinz Südpreußen von 1806 war, neben dem Posener Aufstand (1918–1919), einer von nur zwei erfolgreichen Aufständen in der Geschichte Polens gegen die Teilungsmächte.